# 竹內浩志
竹內浩志（日语：／ Takeuchi Hiroshi，1965年1月20日—），日本男性動畫師、人物設計師、動畫演出家、動畫導演。Studio LIVE所屬。妻子倉田綾子也是動畫師、人物設計師。出生於大阪府。
擅長清淡繪畫。近年來，他因“舞-HiME計畫”的工作而聞名。

## 參加作品

### 電視動畫
1987年
- 妙手小廚師（—1989年，原畫）

1989年
- 魔動王Granzort（—1990年，原畫）

1990年
- 魔神英雄傳2（—1991年，特別人物設定）
- 神通小精靈（—1992年，原畫）

1995年
- 空想科學世界（作畫監督）

1996年
- 浪客劍心 (1996年版)（—1998年，原畫）
- 聖天空戰記（作畫監督）
- 名偵探柯南（1996年—，原畫）
- 逮捕令（—1997年，OP原畫）

1998年
- 星際牛仔（作畫監督）
- 銀河漂流拜法姆13（原畫）

2000年
- 機巧奇傳希約戰記（—2001年，OP原畫&作畫監督、ED原畫&作畫監督）

2001年
- 光劍星傳EX（OP動畫、特別人物設定）
- Z.O.E Dolores, i（日语：Z.O.E Dolores, i）（OP原畫&作畫監督、ED原畫&作畫監督）
- 犬夜叉（—2002年，作畫監督、OP原畫、ED原畫）

2002年
- 銀河俠盜JING（原畫、OP動畫）

2003年
- 出擊！救難特警隊（—2004年，人物設定、總作畫監督）
- The Big O second season（作畫監督、作監協力、原畫、設定協力）

2004年
- F-ZERO 法爾康傳說（日语：F-ZERO ファルコン伝説）（分鏡）
- 舞-HiME（—2005年，OP原畫&作畫監督&總作畫監督協力、ED原畫&作畫監督&總作畫監督協力）
- 微笑的閃士（分鏡）

2005年
- 陰陽大戰記（分鏡、OP原畫）
- 舞-乙HiME（—2006年，OP原畫&分鏡&作畫監督）

2007年
- 偶像大師 XENOGLOSSIA（人物設定、動畫導演）

2009年
- 穿越宇宙的少女（分鏡、演出、作畫監督）

2010年
- 少年犯之七人（OP原畫）
- 閃電十一人（原畫）
- MM一族（分鏡）
- 我的妹妹哪有這麼可愛！（過場動畫包裝設計）

2011年
- TIGER & BUNNY（分鏡、演出、作畫監督）

2012年
- 猛烈宇宙海賊（動畫人物設定、總作畫監督、作畫監督、OP作畫監督、ED作畫監督）
- 窮神（分鏡、演出）
- HUNTER×HUNTER (2011年版)（—2013年，分鏡）

2013年
- 魔奇少年（分鏡、演出、作畫監督補佐、原畫）
- 銀狐（分鏡）

2014年
- 劍靈 Blade & Soul（導演[2]）
- 巴哈姆特之怒 GENESIS（演出）

2015年
- 動畫鍛鍊！EX（分鏡）

2017年
- 巴哈姆特之怒 VIRGIN SOULS（演出）

2018年
- 傀儡馬戲團（分鏡）

2019年
- 路人超能100 II（分鏡、演出、作畫監督）

2020年
- 花牌情緣3（分鏡）

2022年
- Love All Play（導演、分鏡、演出）

2024年
- 戰隊大失格（分鏡、演出）

2025年
- 魔神創造傳（作畫監督）

### 電影動畫
- 七龍珠：神龍傳說（1986年，動畫）
- ESCAFLOWNE（2000年，原畫）
- 星際牛仔：天國之門（2001年，原畫）
- 槍神Trigun Badlands Rumble（2010年，演出、主作畫監督）
- 劇場版 TIGER & BUNNY -The Beginning-（2012年，分鏡）
- 豆打地平線（2017年，導演[3]）
- PEACE MAKER鐵（2018年，導演）

### OVA
- 乙姬CONNECTION（日语：乙姫CONNECTION）（1991年，原畫）
- 魔動王Granzort 冒險篇（1992年，作畫監督）
- 下載 南無阿彌陀佛是愛的誦詩（日语：ダウンロード 南無阿弥陀仏は愛の詩）（1992年，原畫）
- 新·超幕末少年世紀重丸（日语：超幕末少年世紀タカマル）（1992年，作畫監督）
- 魔神英雄傳 沒有終結的故事（—1993年，作畫監督）
- 秘境探險法姆&依莉（日语：秘境探検ファム&イーリー）（—1996年，原畫）
- AMON 惡魔人默示錄（2000年，作畫監督[注 1]、分鏡[注 2]）
- 銀河俠盜JING in Seventh Heaven（2004年，原畫）

### 網路動畫
- 聖鬥士星矢 黃金魂 -soul of gold-（2025年，分鏡、演出）

### 遊戲
- 英雄傳說（原畫）
- 伊蘇IV The Dawn of Ys（作畫監督）
- 超能力大戰 ～Psychic Force～（OP動畫〈人物設定[注 3]、分鏡、演出〉）
- 超能力大戰 ～Psychic Force～ 方塊大戰（OP&ED動畫〈人物設定、分鏡、演出〉、結局圖畫）
- 超能力大戰2 ～Psychic Force 2～（動畫〈導演、作畫監督、分鏡、演出〉）
- 超魔神英雄傳 ANOTHER STEP（日语：超魔神英雄伝ワタル ANOTHER STEP）（IQ會話畫面原畫、動畫作畫監督、動畫原畫）
- 機動戰士鋼彈 CLIMAX U.C.（人物設定〈僅負責遊戲原創角色〉）
- 異域傳說I、II（日语：ゼノサーガI・II）（人物設定）

### 其它
- 完全勝利大帝王（日语：完全勝利ダイテイオー）（原畫）
- 豆打地平線（導演）

## 腳註

## 相關項目
- 日本動畫師列表（日语：アニメ関係者一覧）